# Lake Crystal (Minnesota)
Lake Crystal es una ciudad ubicada en el condado de Blue Earth en el estado estadounidense de Minnesota. En el Censo de 2010 tenía una población de 2549 habitantes y una densidad poblacional de 570,54 personas por km².

## Geografía
Lake Crystal se encuentra ubicada en las coordenadas 44°6′20″N 94°13′9″O / 44.10556, -94.21917. Según la Oficina del Censo de los Estados Unidos, Lake Crystal tiene una superficie total de 4.47 km², de la cual 4.47 km² corresponden a tierra firme y (0.06%) 0 km² es agua.

## Demografía
Según el censo de 2010, había 2549 personas residiendo en Lake Crystal. La densidad de población era de 570,54 hab./km². De los 2549 habitantes, Lake Crystal estaba compuesto por el 97.29% blancos, el 0.78% eran afroamericanos, el 0.24% eran amerindios, el 0.67% eran asiáticos, el 0.08% eran isleños del Pacífico, el 0.24% eran de otras razas y el 0.71% pertenecían a dos o más razas. Del total de la población el 1.33% eran hispanos o latinos de cualquier raza.